# Hifly
Hifly är ett charterflygbolag baserat i Lissabon, Portugal. Flygbolaget inledde sin verksamhet 2006 och är inriktat på leasing. Företaget ägs av Mirpuri Investeringar.
Hifly flyger med en Airbus A321, fyra Airbus A330, sju Airbus A340 och en Airbus A380.

## Flotta
| Flygplan        | Antal | Order | Passagerare                                      |
| --------------- | ----- | ----- | ------------------------------------------------ |
| Airbus A321-231 | 1     | 0     | 194 (F4/C12/Y137)                                |
| Airbus A330-200 | 3     | 0     | 298 (C31/Y267) 266 (C24/Y242) 330 (C42/Y288)     |
| Airbus A330-300 | 1     | 0     | 325 (C12/Y313)                                   |
| Airbus A340-300 | 5     | 0     | 254 (C36/Y218) 267 (F12/C42/Y213) 291 (C24/Y267) |
| Airbus A340-500 | 1     | 0     | 237 (C36/Y201)                                   |
| Airbus A380     | 1     |       | 471 (F12/C60/Y399)                               |

(F = First class, C = Business class, Y = Economy class)